# Аммаев, Шамиль Сайпуллаевич
Шамиль Сайпуллаевич Аммаев (29 апреля 2000) — российский тяжелоатлет. Двукратный бронзовый призёр чемпионатов России 2024 и 2025 годов в категории до 89 кг. Мастер спорта России.

## Биография
Родился 29 апреля 2000 года. Работает спортсменом по тяжелой атлетике в МАУ СП «СШОР» Сургутского района. Занимается тяжелой атлетикой с 2010 года. Проходил обучение в Югорском колледже-интернате олимпийского резерва.
В апреле 2019 года присвоено звание «Мастер спорта России».
На чемпионате России по тяжёлой атлетике 2024 года, который состоялся в Новосибирске, Аммаев стал бронзовым призёром чемпионата России в весовой категории до 89 кг. Общий вес на штанге по сумме двух упражнений — 335 килограммов.
На чемпионате России в Санкт-Петербурге в 2025 году в категории до 89 кг завоевал бронзовую медаль с результатом 342 кг по сумме двоеборья. В упражнении «толчок» также показал третий результат. 

## Основные результаты
| Год  | Соревнования     | Место проведения | Весовая категория | Рывок, кг | Толчок, кг | Сумма, кг | Место |
| ---- | ---------------- | ---------------- | ----------------- | --------- | ---------- | --------- | ----- |
| 2024 | Чемпионат России | Новосибирск      | до 89 кг          | 151       | 184        | 335       | 3     |
| 2025 | Чемпионат России | Санкт-Петербург  | до 89 кг          | 154       | 188        | 342       | 3     |